# اورگند
اورگند (به لاتین: Urgand) یک منطقهٔ مسکونی در افغانستان است که در ولایت بدخشان واقع شده‌است.